# 足輕

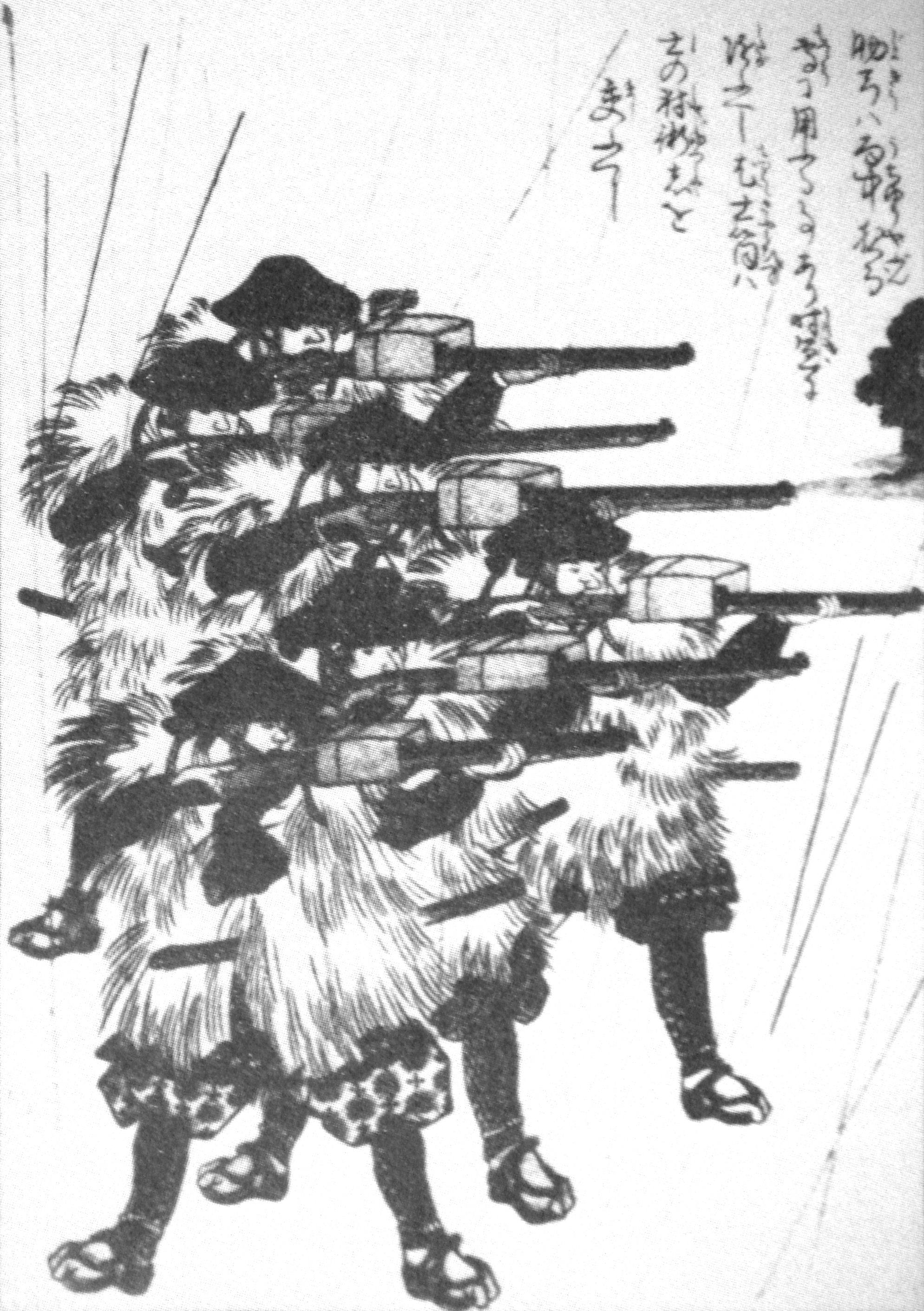
身著蓑衣，在雨中拿著火繩槍，擺出射擊姿勢的足輕

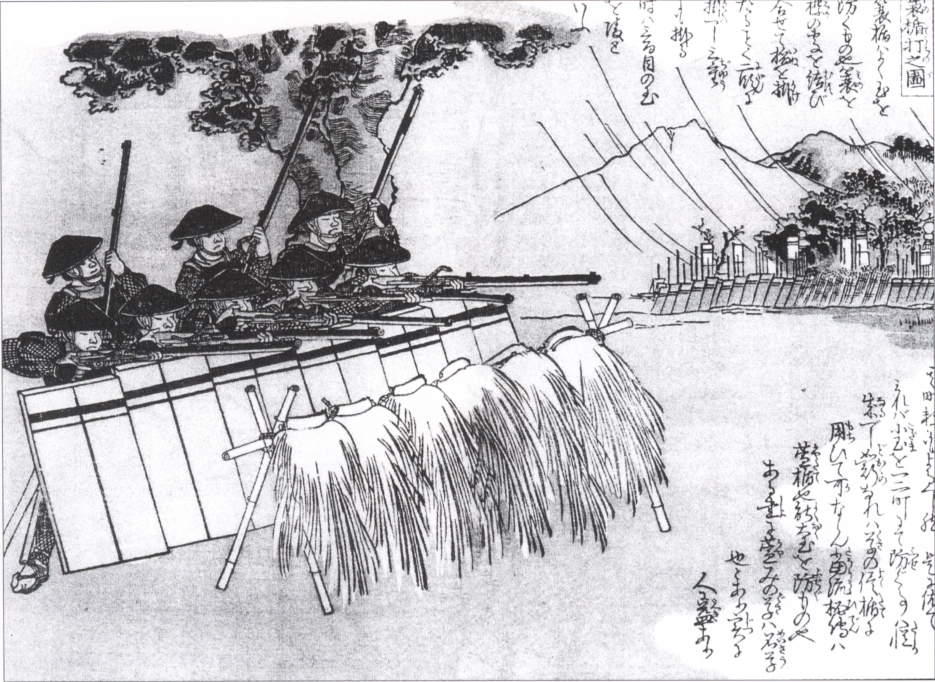
火繩槍射撃足輕部隊

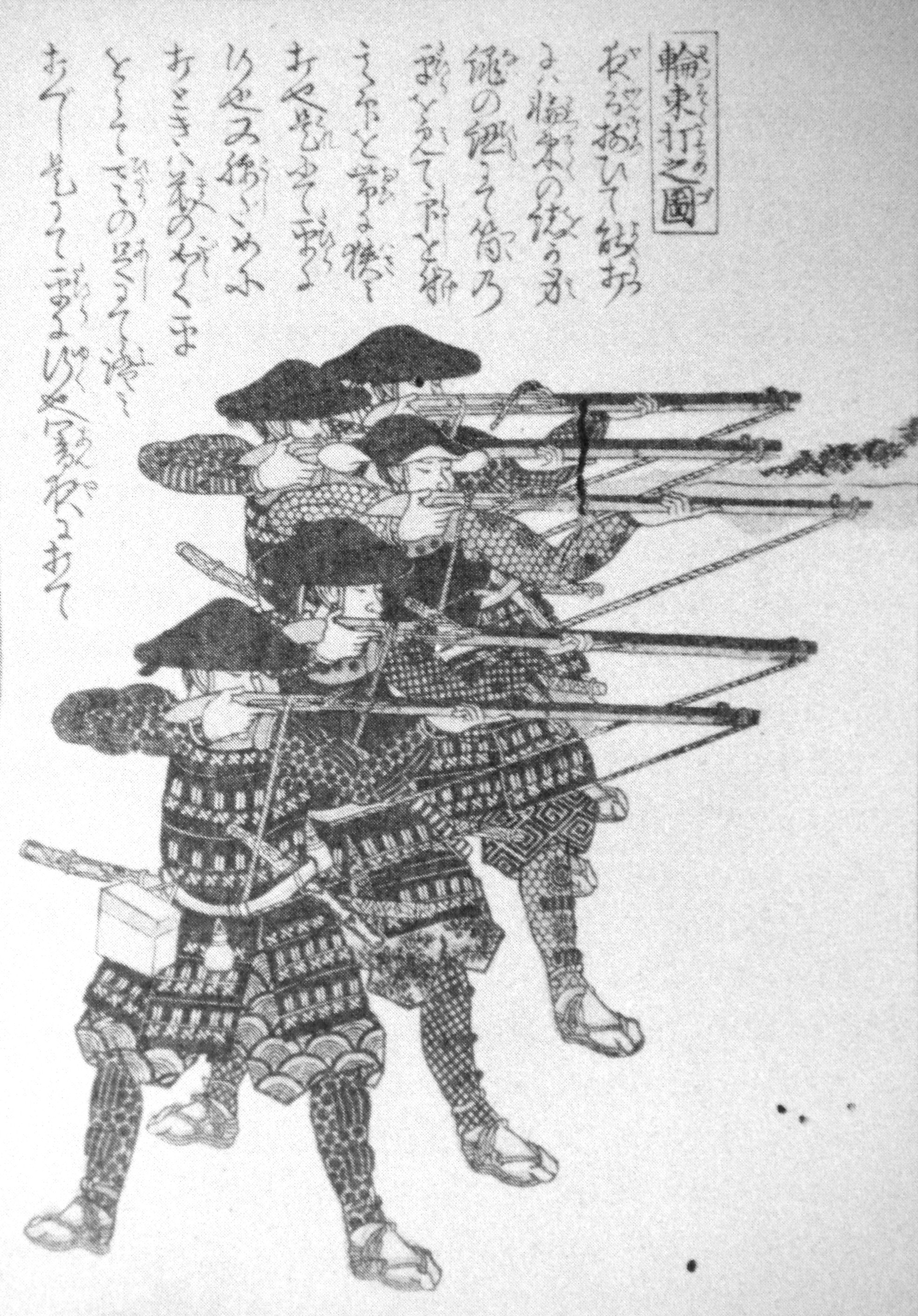
擺出射擊姿勢的足輕

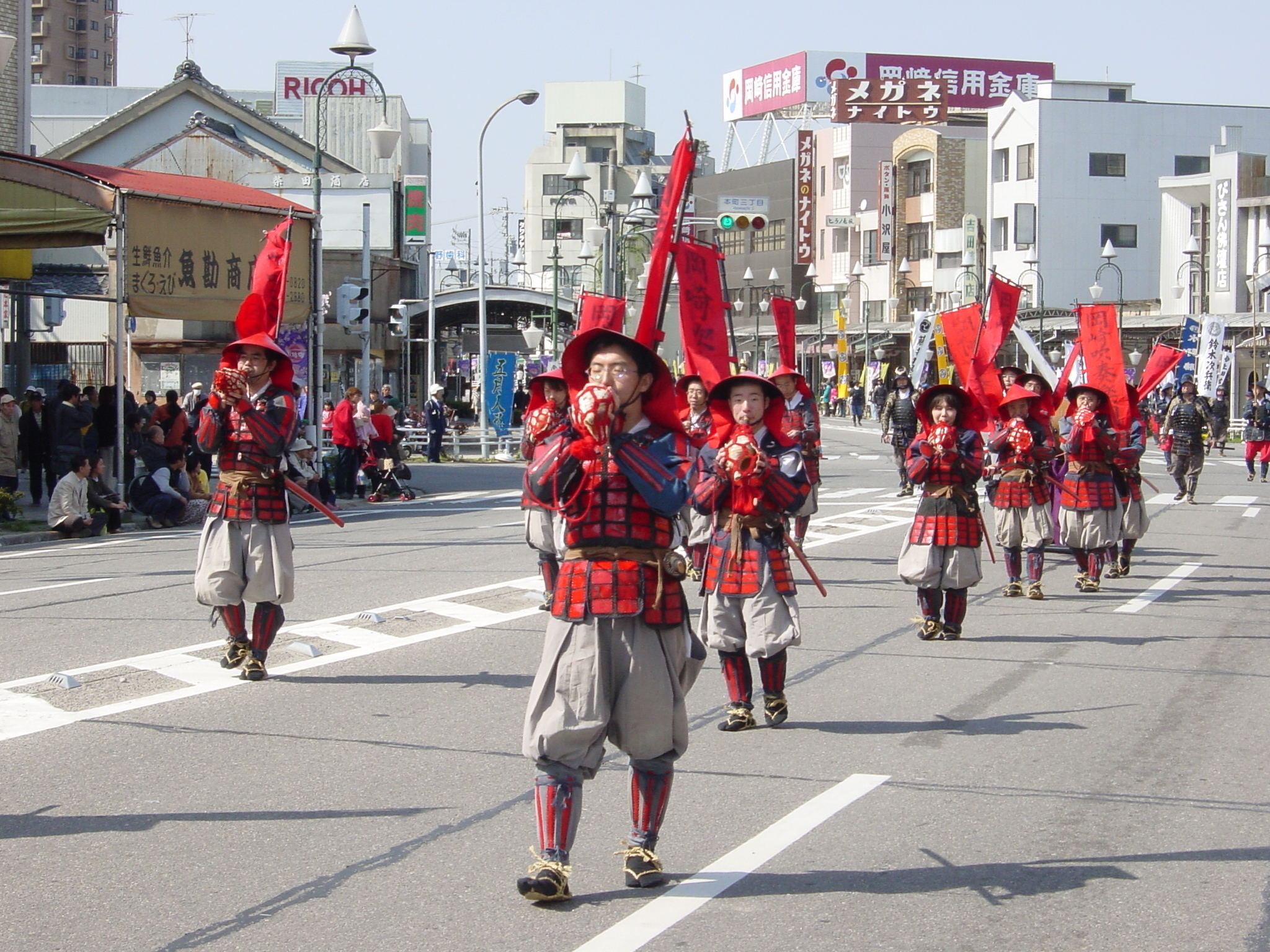
關原之戰祭典

足輕是日本平安時代到江戶時期的一種步兵，起源据说是平安时代军中负责勤杂务和作为预备队的「下部」。在镰仓时期，由于战斗的一般形式是武士间的骑马决斗，足轻经常被雇用为仆人，从事运输等后勤工作和土木工程。南北朝開始，由于惡黨活动的活跃和下克上风潮的盛行，足轻被大量武装運用于對付惡黨，鎮壓國一揆、土一揆，遂成正式戰鬥人員。其底層人員絕大部分是所謂「放免囚人」的皂隸，只有為數不到十分之一的火長，由衛士府派任，所以足輕的紀律問題成為很大的隱憂，亦無忠誠度可言。除了放免囚人各地方上的足輕亦可能為中小莊園領主底下的郎黨、族人、家丁，依附於實力雄厚的「官省符莊」或「國免莊」等大領主底下，而通常朝廷對於這些「不輸不入」的大領主，會因懷柔政策授與「追捕使」、「押領使」、「國檢非違使」等官職，維持地方治安。而這些實力派多為藤原氏、平氏、源氏為主的武士集團，因此足輕或許各代名稱不一，可以說其產生的歷史與武士同樣久遠。

## 地位
足輕是否屬於武士的問題，其實是因為兩者不同時代的定義也有不同的，但肯定在江戶幕府時代定性亦屬武士之內，因為幾乎都是指定由有世襲身分和姓氏的人擔任，也允許並需要配帶戰刀的。但實際不過和浪人或鄉士等實際沒有武士官銜的人相近的，列為下士（下級武士）的一種，不屬於貴族階級，而屬廣義的四民等級制度的最高的士的下端，仍然屬於平民中較高地位的人。
在明治維新四民平等後，足輕也獲得較浪人或鄉士高的待遇，和高級的武士一樣稱為士族（相對浪人或鄉士仍然是平民），但在士族中又是偏低的身分。

## 沿革
南北時代各地方被官所轄的足輕被稱為「同心」（江戶時期分藩的足輕亦同），意思是「一致團結」，與「一味」「一揆」是同義詞，在戰國時期「同心」和「足輕」仍為同義詞，在資料上常有混用的情況。戰國時期足輕最早是下級徒步武士的另稱。
在室町時代，足輕這個詞語已經出現。相對於鎌倉時代的騎馬武者個人戰，足輕是日本戰國時代大規模戰爭的交戰主力，依照使用武器的不同分為鐵砲足輕、弓足輕、長槍足輕。在室町時代開始在戰場上活躍起來，由於足輕與傭兵集團相似，因此一般而言忠誠心不高，在應仁之亂期間，部份足輕成為了暴徒，破壞京都的佛寺、商戶等。在幕末，足輕被現代化步兵隊所取替。
通常一個足輕大將管理50～150人的下屬，待遇相當中上級武士（200石～600石）或由中上級武士擔任，足輕小頭則統率30人左右。

## 相關文獻
- 《樵談治要》

## 外部連結
- 足軽の階級と組織 （页面存档备份，存于）